# スープとイデオロギー
『スープとイデオロギー』は、梁英姫（ヤン ヨンヒ）監督によるドキュメンタリー作品。梁英姫が監督したドキュメンタリーとしては、「ディア・ピョンヤン」（2005年）、「愛しきソナ」（2011年）に続く3作品目にあたる。

## ストーリー
「ディア・ピョンヤン」などで在日コリアンである自身の家族と彼らの北朝鮮との関係を主題として描いてきた梁英姫が、母を主役として制作したドキュメンタリー。監督自身の日本人男性との結婚、母のアルツハイマー、そして母が経験した済州島四・三事件などを主題として描かれる。

## スタッフ
- 監督・脚本・ナレーション：梁英姫（ヤン ヨンヒ）
- 撮影監督：加藤孝信
- 編集・プロデューサー：ベクホ・ジェイジェイ
- 音楽監督：チョ・ヨンウク（英語: Jo Yeong-wook）
- アニメーション原画：こしだミカ
- アニメーション衣装デザイン：美馬佐安子
- エクゼクティブ・プロデューサー：荒井カオル

## 受賞歴
- 2021年 DMZ国際ドキュメンタリー映画祭（英語: DMZ International Documentary Film Festival）：グランプリ・ホワイトホース賞
- 2022年 ソウル独立映画祭（英語: Seoul Independent Film Festival）：審査員特別賞
- 2023年 第77回毎日映画コンクール：ドキュメンタリー映画賞